# Formulaire de physique
Un formulaire de physique regroupe, généralement par domaine d'étude, les outils et formules mathématiques adaptés. La nécessité d'un tel formulaire vient du fait que la plupart des formules physiques, et a fortiori quand on travaille dans des systèmes de coordonnées exotiques, sont d'une complexité impressionnante. Les formulaires ne servent donc pas tant à apprendre les formules qu'à pouvoir se passer de telles équations, qui n'ont souvent d'intérêt que pratique.

## Formulaires de physique
- Formules de physique pour le secondaire ;
- Formulaire d'optique ;
- Formulaire de relativité restreinte ;
- Formulaire de physique quantique ;
- Formulaire d'électromagnétisme statique ;
- Formules de mécanique des fluides ;
- Formulaire de thermodynamique ;
- Formulaire d'analyse vectorielle
- Formulaire de physique ondulatoire
- Formulaire de physique statistique ;
- Formulaire d'électronique analogique ;
- Formulaire des trous noirs ;
- Formulaire de mécanique.